# Región activa

Un diagrama muy simplificado del campo magnético de una región activa que ilustra su naturaleza bipolar.

Una región activa es una región temporal de la atmósfera estelar del Sol caracterizada por un campo magnético fuerte y complejo. A menudo se asocian con manchas solares y suelen ser la fuente de erupciones violentas tales como eyecciones de masa coronal y erupciones solares El número y la ubicación de las regiones activas en el disco solar en un momento dado depende del ciclo solar.